# الدوري السويدي الممتاز 1991
الدوري السويدي الممتاز 1991 (بالسويدية: Fotbollsallsvenskan 1991)‏ هو الموسم 67 من  الدوري السويدي الممتاز. أشرف على تنظيمه اتحاد السويد لكرة القدم، وكان عدد الأندية المشاركة فيه  10، وفاز فيه نادي غوتبورغ.